# Артеміюс Тутишкінас
Артеміюс Тутишкінас (лит. Artemijus Tutyškinas, нар. 8 серпня 2003, Вільнюс) — литовський футболіст, захисник словенського клубу «Целє» та національної збірної Литви. Виступав також за клуби «Кротоне» та ЛКС (Лодзь). Володар Кубка Словенії.

## Клубна кар'єра
Артеміюс Тутишкінас народився 2003 року в місті Вільнюс. У дитинстві Тутишкінас перебрався до Варшави, де займався в школі «Ескола Варсовія». У 2021 році литовець перейшов до італійського клубу «Кротоне», проте в основній команді клубу так і не зіграв, і в 2022 році повернувся до Польщі, де став гравцем клубу ЛКС. З 2025 року футболіст грає у складі словенського клубу «Целє», в якому в перший же рік виступів став володарем Кубка Словенії.

## Виступи за збірні
У 2018 році Артеміюс Тутишкінас дебютував у складі юнацької збірної Литви, загалом на юнацькому рівні взяв участь у 15 іграх.
Протягом 2021—2025 років Тутишкінас грав у складі молодіжної збірної Литви. На молодіжному рівні зіграв у 3 офіційних матчах, забив 1 гол. У 2021 році Артеміюс Тутишкінас також дебютував у складі національної збірної Литви. Станом на початок червня 2025 року зіграв у складі національної збірної 15 матчів, у яких забитими голами не відзначився.

## Титули і досягнення
- Володар Кубка Словенії (1):

«Целє»: 2024–2025